# Endotelina
Endotelinas são peptídeos que promovem constricção dos vasos sanguíneos e aumentam a pressão arterial. Elas normalmente são mantidas em equilíbrio por outros mecanismos, mas quando estão em altas concentrações, contribuem para a hipertensão arterial e doença cardíaca.
As endotelinas são peptídeos de 21 resíduos de aminoácidos produzidos principalmente no endotélio e têm um papel fundamental na homeostase vascular. Está entre os mais fortes vasoconstritores conhecidos, e estão implicadas em doenças vasculares de diversos sistemas do órgão, incluindo o coração, a circulação geral e do cérebro.